# 파사르 세니

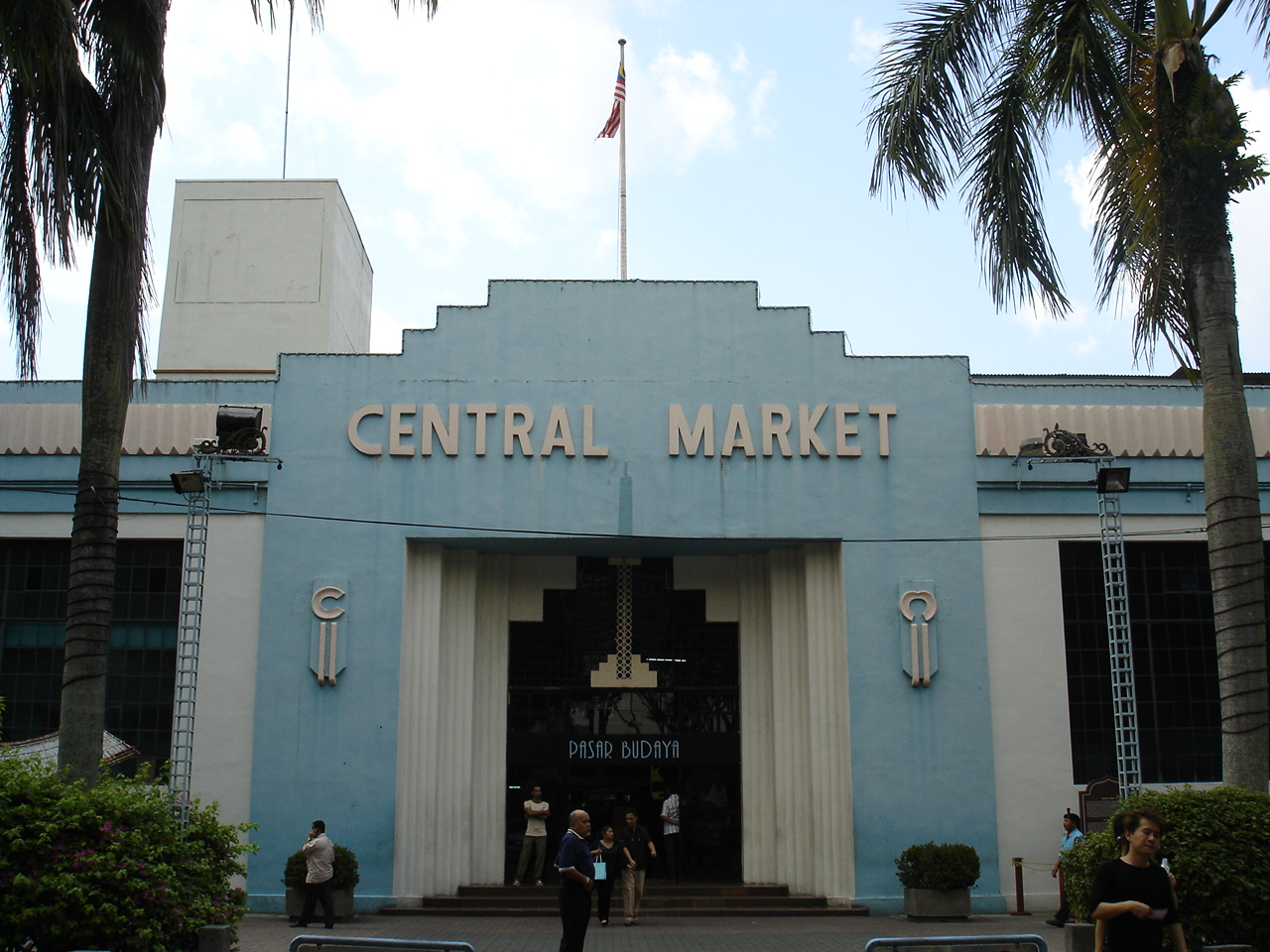
파사르 세니

파사르 세니(말레이어: Pasar Seni) 또는 센트럴 마켓(영어: Central Market) 말레이시아 쿠알라룸푸르에 위치한 시장이다. 고물시계, 보석, 목공예품, 바틱, 주석제품 등을 판매하는 곳으로 말레이시아의 전형적인 체취가 흠뻑 풍긴다. 초상화를 그리는 거리의 화가들과 하얀 천에 점점이 색깔을 수놓는 바틱 화가들을 만날 수 있다. 시장 안에는 말레이시아 전통 음식점이나 서양 음식점들도 있다.